# Хронологија ФНРЈ и КПЈ јануар 1946.
Хронолошки преглед важнијих догађаја везаних за друштвено-политичка дешавања у Демократској Федеративној Југославији (ДФЈ) и деловање Комунистичке партије Југославије (КПЈ), као и општа политичка, друштвена, спортска и културна дешавања која су се догодила у току јануара месеца 1946. године.
| ← децембар '45. | ← децембар '45. | ← децембар '45. | ← децембар '45. | ← децембар '45. | ← децембар '45. | ← децембар '45. | ← децембар '45. | ← децембар '45. | Хронологија ФНРЈ и КПЈ током 1946. године | Хронологија ФНРЈ и КПЈ током 1946. године | Хронологија ФНРЈ и КПЈ током 1946. године | Хронологија ФНРЈ и КПЈ током 1946. године | Хронологија ФНРЈ и КПЈ током 1946. године | Хронологија ФНРЈ и КПЈ током 1946. године | Хронологија ФНРЈ и КПЈ током 1946. године | Хронологија ФНРЈ и КПЈ током 1946. године | Хронологија ФНРЈ и КПЈ током 1946. године | Хронологија ФНРЈ и КПЈ током 1946. године | Хронологија ФНРЈ и КПЈ током 1946. године | Хронологија ФНРЈ и КПЈ током 1946. године | Хронологија ФНРЈ и КПЈ током 1946. године | Хронологија ФНРЈ и КПЈ током 1946. године | Хронологија ФНРЈ и КПЈ током 1946. године | фебруар → | фебруар → | фебруар → | фебруар → | фебруар → | фебруар → | фебруар → |
| 1               | 2               | 3               | 4               | 5               | 6               | 7               | 8               | 9               | 10                                        | 11                                        | 12                                        | 13                                        | 14                                        | 15                                        | 16                                        | 17                                        | 18                                        | 19                                        | 20                                        | 21                                        | 22                                        | 23                                        | 24                                        | 25        | 26        | 27        | 28        | 29        | 30        | 31        |

### 13. јануар
- У Београду маршал Југославије Јосип Броз Тито примио делегацију од 30 чланова Пленума Централног одбора Уједињеног савеза антифашистичке омладине Југославије (УСАОЈ) са председником Славком Комаром и секретаром Ратом Дугоњићем. Маршал је са делегацијом омладине разговарао о основним задацима УСАОЈ-а у 1946. години, као и о Пленуму Централног одбора дајући сугестије у вези са организационим учвршћивањем организације и радом међу омладином на селу.[1]
- У Москви, где се налазио на лечењу, умро Радоје Дакић (1911—1946), секретар Централног одбора Јединствених синдиката Југославије. За своје заслуге током Народноослободилачке борбе, указом Президијума Народне скупштине ФНРЈ 12. јула 1949. постхумно је одликован Орденом народног хероја, а његовим именом названа је и Индустрија грађевинских машина „Радоје Дакић“ из Титограда.[2]

### 20. јануар
- У Новом Саду маршал Југославије Јосип Броз Тито свечано отворио новоизграђени мост, који је у његову част назван „Мост маршала Тита“, а потом је одржао говор пред 15.000 грађана. Овај мост, изграђен је за свега 160 дана на стубовима порушеног предратног моста, а његови аутори били су инжењери Миодраг Живковић, Панта Јаковљевић и Сава Атанацковић. Мост је све до 1962. био друмско-железнички, а потом само друмски. Порушен је априла 1999. током НАТО бомбардовања СРЈ.[3][1]

### 31. јануар
- У Београду на заједничкој седници оба дома Уставотворне скупштине ФНРЈ проглашен први Устав Федеративне Народне Републике Југославије. Овај Устав остао је на снази све до 1963. када је донесен Нови устав, а у међувремену је неколико пута мењан — 1950, 1952. и 1953. године. Истог дана председник прелазне Владе ФНРЈ Јосип Броз Тито поднео је оставку и од Народне скупштине ФНРЈ добио мандат за састав нове владе.[3][1]